# ذا كوليشن (شركة)
ذا كوليشن (بالإنجليزية:The Coalition)، هي شركة كندية تابعة لمايكروسوفت الأمريكية، تأسست عام 2010 في فانكوفر، تقوم الشركة بتطوير ألعاب الفيديو، ومن أشهرها سلسلة معدات الحرب.